# A・Iが止まらない!
『A・Iが止まらない!』（あいがとまらない）は、赤松健による日本の少年漫画。略して『AI止ま』（あいとま）と呼ばれることが多い。
日本語版における英副題は『A・I think so!』であるが、英語版のタイトルは『A.I. Love You』。
『週刊少年マガジン』（講談社）1994年18号より連載開始し40号まで同誌にて連載。週刊版終了直後に『マガジンSPECIAL』（講談社）へ No.11から連載の掲載誌を移籍。同誌1997年No.9をもって連載終了。

## あらすじ
勉強・運動・ルックスと全てにおいて天から見放されている高校生・神戸ひとし。そんな彼がただ1つだけ人一倍得意なこと、それはコンピュータのプログラミングである。実際に、彼はフィードバックシステムによって自分自身を進化させるプログラム、すなわち人工知能 (A・I) を作ることが出来た。
彼はこれまでに30の A・I を製作し、中でもサーティと名づけられた最新作は、ディスプレイを介している以外は、人間の女の子と全く同じように会話できるという代物であった（唯一普通の女の子と異なるとすれば、女の子とまともに話すことが出来ないひとしが、サーティとだけは会話が出来ることくらいである）。
しかしながら、依然として自然の世界にいるひとしとプログラムのサーティの間には壁があった。ある日、風変わりな雷が落ちる事故によりサーティが実体化し、彼女がひとしの本物の彼女になるまでは。

## 登場人物
神戸ひとし（こうべひとし）
本作の主人公で勉強、運動ともに出来が悪く、容姿にも自信が持てていないダメな高校生。そんな彼のたった1つの長所がプログラミングの能力で、アメリカのコンピュータ会社に勤務している両親が残したスーパーコンピュータを駆使して独自のA・Iをつくり、ついに人間に限りなく近いプログラムであるトゥエニーとサーティを創った。これらはコンピュータのディスプレイによってコミュニケーションを取るという点を除けば、普通の女の子と全く同じように会話をすることができる。
一連の風変わりな雷の事件を通して、トゥエニーとサーティは共に現実世界へ移され、そして彼の新しい生活が始まる。
当初はそうでもなかったが、連載が進行するにつれ大胆さが加わり、スケベさがエスカレートしている。アダルトゲームのコレクションも趣味となっていたが、クリア率0パーセントとナンパに関しては現実並みのダメさをゲームでも再現してしまっている。
部活は天文部。サーティの軌道計算により使い捨てカメラを使いシューメーカー・レヴィ第9彗星（SL9）が木星に衝突する瞬間の写真を一眼レフ並の高画質で撮影した。プログラミングを機軸としたパソコンの特技は、連載中に巻き起こったインターネットやデータベースが注目されだしたIT時代の到来により、教師たちによって注目されるようになる。連載中期には学校のシステムを復旧させるなど多面的な活躍を見せ、最終回で学校のシステムがダウンした際には「神戸がいてくれたら」とまで言われるようになった。
後の赤松作品『魔法先生ネギま!』のキャラクター葉加瀬聡美のセリフに出てきた「MITの天才日本人兄妹」の兄の方であり、同作における麻帆良学園学園広域生活指導員である新田の言葉に出てきた「パソコンの詳しいかつての教え子」（と目される人物）である。
モデルとなった人物は赤松の知人であるアニメーターの神戸仁史。
サーティ (No.30)
ひとしによって創られた30番目の A・I プログラムで、C言語（OSはMS-DOS）によってプログラミングされている。ひとしのことが本当に好きで、彼と話すことを好んだ最初のプログラムである。悪天候による雷の事故のため、サーティは現実世界へ移され、ひとしと同じ屋根の下に住む恋人になる。
現実世界で彼女（とその姉妹）は難波（なんば）という苗字を称している。これは、ひとしの担任である新田が「ナンバー・サーティ」を「難波サーティ」と聞き取ったため。
オプションプログラム（OP）と呼ばれる特殊能力（プラグインに相当するアプリケーション・プログラム）を持ち、それを使い様々な場面でひとしをサポートする（これは後に登場したサーティの姉妹たちに関しても同様。オプションプログラムの内容に関しては後述）。
基本的には優しく言葉遣いも丁寧だが、少し世間知らずの天然ボケであり、それがひとしに問題をたびたび導く。当初はひとしに対して献身的であったが、ストーリーが進むにつれ感情性が豊かになった結果、些細なこと（とはいえ、ひとし自身にも多分に原因はあるが）で頻繁にひとしを殴り飛ばす場面もみられるようになる。
現実世界に現出した当初は自動販売機と会話して無料で物をせしめたり、ATMを不正に操作して金額を書き換えたり、食事をまるで絵を描くように作るなどのボケをかまし、その度にひとしがフォローに回るというのが作品のデフォルトの展開だった。
特に料理に関しては深刻で、当時の彼女は味覚や知識を持たないために全く料理の味を気にかけず、絵の具や洗剤などあらゆるものを料理に使っていたため、ひとしはサーティ用に味覚プログラムを改めて設定する必要があった。
モデルとなった人物は新田真子の『RUSH』に登場するアリシア。身体的な特徴はほぼ同じ。
なお劇中でのモデルとなった人物は自分の母親でありひとしはサーティに母親の面影を見ていた。
トゥエニー (No.20)
ひとしによって創られた20番目の A・I で、アセンブリ言語によってプログラミングされている。ひとしの初めての成功品だが、モデルが悪かったのか性格に大きな問題があった為、封印されていた。
快楽主義者で豪快な性格の持ち主。「面白そうだから」の一言であらゆるものに手を出し、ひとしを振り回しからかって遊んでいた。ネットワーク回線を駆使（インターネットがまだ整備されていなかった時代であったため）してアメリカ軍を乗っ取り、世界征服まで企んだこともある。この出来事こそひとしがトゥエニーを封印せざるを得なかった理由で、実はトゥエニー封印にはサーティの開発途中モデルであった『βサーティ』が使用されている。
封印していたディスクをサーティが偶然発見してしまい（サーティにβ版の頃の記憶は無いため、それが何を意味しているのか理解できていなかった）、ひとしが再封印をしようと作業をしていた途中、雷が落ちて現実世界へ引きずり出され、ひとしの家に転がり込んだ。
サーティに自分のことを「お姉様」と呼ばせている。
名前が「トゥエンティ」ではなく「トゥエニー」となっている理由は、作者が編集者からトゥエンティだと長くて堅いと言われたため。
フォーティ (No.40)
ひとしが実体化モジュールをほぼ完成させた後に作った新型A・I。プログラミングに使用された言語はC言語とアセンブリの両方。開発最終設定の際にトゥエニーとサーティが、その性別と性格について大喧嘩し、2人がキーをデタラメに叩きまくった為、男と女の2つの性の人格を持った二重人格の A・I が誕生した。なお2つに分かれているのは人格のみであり、体そのものは第二次性徴期前の女性型に固定されている。基本設定年齢は（登場当初において）12歳。
男性の人格と女性の人格は両方とも子供らしい性格。一方の性の単語を言ったときに人格上の性別が切り替わる。すなわちフォーティが男のとき、女になりたいなら「女」と言う。逆もまた同様である。
男のフォーティはいくぶん潔癖症で、サーティの提案した性格が選ばれ（サーティは妹を作る気だったが）、そして少し神経質である。女のフォーティはトゥエニーの提案した快楽主義者的で少しエッチな性格が選ばれた（同じくトゥエニーは弟を作る気だったが）。ただし、その女の人格時の性格設定が反映されたのは初登場時のみで、その後はただの子供っぽい性格に修正されている。
当初より実体化モジュールを装備・安定起動させる事を目的として開発された A・I のため、サーティやトゥエニーよりも高出力のパワーを扱えるように設定されており、以前の A・I 用オプションプログラムの発展型であるハイパーオプションプログラム（HOP）の使用が可能。そのため男性型・女性型、両方のフォーティは共にとてもパワフルである。
なお現状では、作者曰くひとしの作った最高のA・Iは男フォーティらしい。
シンシア・マクドゥガル (Cynthia McDougal)
ハリウッドの No.1 子役スター。愛称はシンディ (Cindy)。コンピュータ会社 IBN 社長であるアメリカ人の父親と日本人の母親を持つが、母親は幼い時に死去。父親から逃げ出して日本にやってきたアメリカの女優。日本のコンピュータ店でひとしと出会い、パソコン購入の手助けをしてもらう。その翌日、彼に自分の極度のパソコンアレルギー克服の手助けをしてもらう。それが原因で、サーティから彼を奪いたいと思っている唯一の生身の女性。作中でもかなり高い人気を誇り、後の赤松作品にも少なからず影響を与えているキャラである（作者曰く、『ラブひな』の成瀬川なるは彼女の特徴をそのまま引き継いでいる）。また、モデルは『新世紀エヴァンゲリオン』の惣流・アスカ・ラングレーであり（作者が公式回答している）、初登場シーンもTV版第八話「アスカ、来日」のパロディである。
神戸弥生（こうべやよい）
ひとしの2歳年下の妹。後の赤松作品『ネギま!』にて葉加瀬聡美の言葉に出てきた「MIT の天才日本人兄妹」の妹の方。
兄には似ず声が大きく活発である。また、幼い頃から兄に「ぺちゃぱい」と馬鹿にされ続けたために、コンプレックスとなっており、胸の大きな女性を見かけると、ついその人の胸を揉んでしまうなど、しばしば問題的な行動を起こす。
ひとしに匹敵するプログラマーの才能があり、父の勧めにより MIT の A・I 研究チーム「ゼロ・プロジェクト」にて研究員を務めている。
極度のブラコンで、父でさえ見抜けなかった兄の才能を世界で唯一看破した人物。そのため「ゼロ・プロジェクト」の最終発展のため、ひとしをアメリカへ連れて行こうとする。
神戸紀久子（こうべ きくこ）
ひとしの従姉妹。東北にある老舗旅館の娘。
麻生希美華（あそうきみか）
学校で最も利口で可愛いが、場合によっては最も残酷な生徒（いわゆる悪女）。ひとしに敬愛されており、トゥエニーのモデルとなった人物。だが彼女は彼を全く愛しておらず、物語は彼女が彼を騙すところから始まる。しかし第一話の最後でサーティーに逆襲されて、教師に叱られる。その後もトゥエニーとバーゲンで水着の取り合いをしたことが元で、ひとしとサーティーを憎悪するようになる。
新田（にった）
ひとしとサーティが所属するクラスの担任教師。非常に厳しい。
なお『ネギま!』にも同様のキャラクターが存在し、同一人物と目される。そのため当作から『ラブひな』『ネギま!』までは「一連の同一世界の出来事」として捉える事ができる。
ビリー・G (BILLY.G)
本名不詳のハッカー（クラッカー）でひとしの最大のライバル。知的好奇心が優先し、そのために他者のデータやプログラムを壊したり書き換えたりする事に対して何の罪悪感も持つことが無く、面白半分でそれを強行する真性の愉快犯クラッカー。その能力はひとしに匹敵するほどである。
ただし、実態化モジュールに関する知識はひとしはなぜそうなるのか理論段階から理解しているが、彼は仕様段階の範囲でしか理解していないらしい。
当初はトゥエニーの引っかかったマルチ商法の黒幕として登場。しかし、かつてサーティを消滅寸前に追いやったピエロのグラフィックを持つコンピュータウイルス「Peter4」（ペーター4）や最終回に登場した新型ウイルス「SPIDER」（スパイダー）を開発して世に放つなど、ひとしたちにとっては因縁浅からぬ敵であった。
性格は無邪気で、幼さの現われとなる優生思想の持ち主。週刊版最終話ではサーティを捕らえ、そのプログラムを書き換えて洗脳。ひとしとトゥエニーにぶつけるなどの悪辣ぶりを誇るなど、赤松作品史上最凶の悪役と言われている。
最終的に彼の目論みはひとしのサーティを想う力に潰えたものの、結果としてサーティのコピー・プログラムを手にすることに成功。アメリカに移住後、これを元に A・I プログラム「No.31」（サーティ・ワン）を開発。自らの目論見を離れて暴走を始めた「SPIDER」を駆除するため、サーティ・ワンをサーティの元につかわした。
なお、彼の開発するウイルスのクセはウイルス自身にダミーやオトリのウイルスを作らせて先にバラ巻き、相手にワクチンを作らせ駆除させて安心したところで、初めてウイルスの本体が起動するという二段構えの構造となっている。また、その時のウイルスの本体は、ワクチンの投与元のメモリやウイルス中枢部などワクチンのダメージが届かない場所にいるため、並のプログラマやドクター・プログラムでは彼のウイルスの駆除は不可能である。
名前の由来はビル・ゲイツのもじり。
まーくん
弥生によって開発された A・I。「ゼロ・プロジェクト」研究成果の一つ。プログラムの収納されている本体はたまごっちに似ており、弥生の首にネックレスのように鎖で着けている。
冷静でクール、そして落ち着いた性格であるが時々きついツッコミをする。実体化モジュールを使えばまーくんも人間体にすることが可能。人間体でのビジュアルは普段のクールな言動とあいまって、トゥエニーが一目惚れするほどの美男子。

## オプションプログラム
サーティ、トゥエニーはOP（オプションプログラム）と呼ばれる特殊な効果を持つプログラムを実行できる。フォーティはHOP（ハイパーオプションプログラム）という、改良されたオプションプログラムを実行できる。オプションプログラムは9つ（実体化モジュールを入れれば10個）存在し、その主な効果は以下のとおりである。
OP#0 実体化モジュール本体
プログラムの実体化。
HOP#0 実体化モジュール・反転機能
現実世界の物をコンピュータへ転送する。
OP#1 パワー・コネクション
A・Iたちのパワーや能力を接続。より高出力・高機能の出力を行う。
HOP#1 ビジュアル・スキャニング
パワー・コネクションの拡張能力。五感の半強制接続や他の A・I に対する記憶抽出などを行うことが出来る。
OP#2 電子制御デバイス
電子を操る事により周囲空間の電気・磁界や分子運動を操作する。最も頻繁に使われる。
OP#3 五感拡張デバイス
X線透視など五感の能力を上げる
OP#4 コスチューム・ローテータ
服装を変える
HOP#4 身体変更デバイス
体のサイズを変更できる
OP#5 元素転換デバイス
物質の細かい粒子を操る
OP#6 未定

OP#7 未定

OP#8 ベクトル・シミュレータ
各要素から、未来の状況を予測
OP#9 強制アクセスデバイス
世界中のデータベースに接続

## 作品中の出来事
- 1994年4月6日 - サーティの誕生日。これは現実世界にサーティを引き込んだ風変わりな雷がひとしの家に落ちた。

## その他
バーチャルキャラクターとの恋愛は、偶然にも連載中に発売された恋愛ゲーム「ときめきメモリアル」と、連載終了12年後に発売された「ラブプラス」を連想し、ある意味この二作品を先取りした様に思え、作者は先見性を持っていたのでは？と考察する見向きもある。

## 書誌情報
- 赤松健 『A・Iが止まらない!』 講談社〈講談社コミックス〉、全9巻
  1. 1994年9月12日発売[1]、ISBN 978-4-06-312056-1
  2. 1994年11月15日発売[2]、ISBN 978-4-06-312073-8
  3. 1995年3月14日発売[3]、ISBN 978-4-06-312119-3
  4. 1995年7月13日発売[4]、ISBN 978-4-06-312161-2
  5. 1996年3月14日発売[5]、ISBN 978-4-06-312249-7
  6. 1996年7月15日発売[6]、ISBN 978-4-06-312296-1
  7. 1997年2月14日発売[7]、ISBN 978-4-06-312379-1
  8. 1997年5月14日発売[8]、ISBN 978-4-06-312415-6
  9. 1997年10月15日発売[9]、ISBN 978-4-06-312470-5

- 赤松健 『新装版 A・Iが止まらない!』 講談社〈KCデラックス〉、全8巻
  1. 1999年11月15日発売[10]、ISBN 978-4-06-334253-6
  2. 1999年12月13日発売[11]、ISBN 978-4-06-334266-6
  3. 2000年1月14日発売[12]、ISBN 978-4-06-334274-1
  4. 2000年2月15日発売[13]、ISBN 978-4-06-334279-6
  5. 2000年3月14日発売[14]、ISBN 978-4-06-334288-8
  6. 2000年4月12日発売[15]、ISBN 978-4-06-334294-9
  7. 2000年5月15日発売[16]、ISBN 978-4-06-334304-5
  8. 2000年6月14日発売[17]、ISBN 978-4-06-334309-0

- 赤松健 『完全版 A・Iが止まらない!』 講談社〈KCデラックス〉、全7巻
  1. 2004年12月17日発売[18]、ISBN 978-4-06-334939-9
  2. 2005年1月17日発売[19]、ISBN 978-4-06-334961-0
  3. 2005年2月17日発売[20]、ISBN 978-4-06-334967-2
  4. 2005年3月17日発売[21]、ISBN 978-4-06-334978-8
  5. 2005年4月15日発売[22]、ISBN 978-4-06-334995-5
  6. 2005年5月17日発売[23]、ISBN 978-4-06-372010-5
  7. 2005年6月17日発売[24]、ISBN 978-4-06-372031-0

- 赤松健 『OP#04（オプションプログラムナンバー4） 赤松健「A・Iが止まらない!」パーフェクトイラスト集』 講談社、2005年9月1日発売（受注生産として刊行）

## 関連商品
- 『A・Iが止まらない! 0→9（ゼロナイン）』（オフィシャルデータ集、2000年11月2日発売）